# Commercial Union Assurance Masters 1972
Il Masters 1972 (chiamato anche Commercial Union Assurance Masters 1972 per motivi di sponsorizzazione) è stato un torneo di tennis giocato su cemento indoor del Palau Blaugrana di Barcellona in Spagna. È stata la 3ª edizione del torneo di singolare di fine anno ed era parte del Commercial Union Assurance Grand Prix 1972. Il torneo si è giocato dal 28 novembre al 2 dicembre 1972.

## Campioni

### Singolare
Ilie Năstase ha battuto in finale  Stan Smith con il punteggio di 6–3, 6–2, 3–6, 2–6, 6–3